# Uporni
Uporni - Упорный (rus) és un khútor del krai de Krasnodar, a Rússia. Es troba a la vora d'un petit afluent a la dreta del riu Sossika, a 15 km a l'est de Pàvlovskaia i a 144 km al nord-est de Krasnodar, la capital.
Pertany a aquest municipi el possiólok de Zàpadni.